# Вільям Деніел Філліпс
Вільям Деніел Філліпс (англ. William Daniel Phillips; нар. 5 листопада 1948, Вілкс-Барре, Пенсільванія, США) — американський фізик, лауреат Нобелівської премії з фізики в 1997 році (спільно з Клодом Коеном-Таннуджі та Стівеном Чу).